# Tuiskujärvi
Tuiskujärvi är en sjö i Gällivare kommun i Lappland och ingår i Kalixälvens huvudavrinningsområde. Tuiskujärvi ligger i Tunturit Natura 2000-område.